# Heliophanus papyri
Heliophanus papyri är en spindelart som beskrevs av Wesolowska 2003. Heliophanus papyri ingår i släktet Heliophanus och familjen hoppspindlar. Inga underarter finns listade i Catalogue of Life.